# Liporrhopalum sessilis
Liporrhopalum sessilis är en stekelart som beskrevs av Hill 1969. Liporrhopalum sessilis ingår i släktet Liporrhopalum och familjen fikonsteklar.
Artens utbredningsområde är Papua Nya Guinea. Inga underarter finns listade i Catalogue of Life.